# Ben Barnes
Benjamin Thomas Barnes, detto Ben (Londra, 20 agosto 1981), è un attore britannico.
Tra i suoi ruoli più famosi figurano quelli cinematografici di Caspian ne Le cronache di Narnia - Il principe Caspian e le cronache di Narnia - il viaggio del veliero, di Dorian Gray nell'omonimo film, quelli televisivi di Logan Delos in Westworld - Dove tutto è concesso, di Mosaico in The Punisher e di Aleksander Kirigan in Tenebre e ossa.

## Biografia
Barnes nasce a Londra il 20 agosto del 1981, figlio di Thomas Barnes, un docente di psichiatria inglese, e Tricia Barnes, una psicoterapeuta sudafricana di origine ebraica. Ha frequentato due scuole indipendenti per ragazzi: la Homefield Preparatory School a Sutton e la Kings College School a Wimbledon. Successivamente, ha studiato Arte Drammatica e Letteratura Inglese alla Università di Kingston di Londra, dalla quale si è laureato con lode nel 2004. Ben Barnes comincia la sua carriera in teatro. Durante l'adolescenza, trascorre alcuni anni presso il National Youth Music Theatre, insieme a Jude Law e Jamie Bell. All'età di 15 anni, ottiene il suo primo ruolo professionale come batterista nell'adattamento musicale di Piccoli gangsters. È stato per un breve periodo il cantante della boy band Hyrise, candidata a rappresentare il Regno Unito durante l'Eurovision Song Contest del 2004 con la canzone "Leading Me On".
Inizia a lavorare in televisione nel 2006, apparendo come guest star nella serie Doctors. Quello stesso anno, si unisce al cast della produzione teatrale The History Boys. Debutta al cinema nel ruolo del giovane Dunstan nel film del 2007 Stardust, tratto dall'omonimo romanzo di Neil Gaiman. Successivamente appare in Bigga Than Ben di Suzie Halewood. Nel febbraio 2007, viene annunciata la partecipazione di Ben Barnes nel ruolo di Caspian X in Le cronache di Narnia - Il principe Caspian, diretto da Andrew Adamson. Per partecipare alle riprese ha però rotto il contratto con il National Theatre che lo vedeva impegnato nella realizzazione di The History Boys. Per prepararsi al ruolo, l'attore ha trascorso due mesi in Nuova Zelanda praticando equitazione. Nella primavera 2008, termina le riprese di Un matrimonio all'inglese, mentre nel 2009 ottiene il ruolo da protagonista nel film Dorian Gray, tratto dal romanzo di Oscar Wilde, diretto da Oliver Parker. Quello stesso anno, appare nel thriller psicologico Locked In.
Nel 2010, interpreta di nuovo Re Caspian in Le cronache di Narnia - Il viaggio del veliero e inizia le riprese di Killing Bono, una commedia basata sulle memorie di Neil McCormick, intitolate Killing Bono: I Was Bono's Doppelgänger, nelle quali l'autore ricorda la sua giovinezza trascorsa in Irlanda come aspirante rock star, all'ombra dell'amico Bono, cantante della band U2. Nella pellicola, Ben Barnes recita nel ruolo di Neil McCormick. Il film viene pubblicato ad aprile 2011, nel Regno Unito e in Irlanda. Torna sul palcoscenico londinese interpretando la parte del soldato della prima guerra mondiale Stephen Wraysford nel dramma Birdsong, basato sul romanzo omonimo di Sebastian Faulks. Lo spettacolo debutta al Comedy Theatre il 28 settembre 2010 e chiude il 15 gennaio 2011. Nel 2011 Barnes si unisce al cast del film Il settimo figlio, adattamento cinematografico del romanzo The Spook's Apprentice di Joseph Delaney, le cui riprese cominciano a marzo 2012. È stato poi scelto per il film The Words insieme a Bradley Cooper e Zoe Saldana.
Nel dicembre 2012, Barnes ha iniziato le riprese del dramma criminale moderno By the Gun con co-protagonisti Harvey Keitel e Leighton Meester. By the Gun ha avuto la sua prima mondiale al Zurich Film Festival 2014 , prima teatrale a Boston il 2 dicembre 2014, e una versione limitata in sala il 5 dicembre 2014. Nel 2013 Barnes ha partecipato al film Big Wedding un remake del film francese del 2006 Mon frère se marie (Mio fratello si sposa), uscito in Italia il 26 giugno 2014, il cui cast comprendeva Robert De Niro, Diane Keaton, Katherine Heigl, Topher Grace, Amanda Seyfried, Susan Sarandon e Robin Williams. Nello stesso anno Barnes ha anche recitato con Katherine Heigl nel dramma romantico Jackie & Ryan, interpretando un musicista folk in cerca del successo, dando prova così delle sue abilità di cantante e musicista.
Il film è stato proiettato per la prima volta il 31 agosto 2014 alla 71ª Mostra internazionale d'arte cinematografica di Venezia, nella sezione orizzonti. Nel 2015 Barnes ha interpretato il ruolo di Sam Adams nella mini-serie narrativa in tre puntate di History Channel Sons of Liberty - Ribelli per la libertà. Il 20 luglio 2015 è stato annunciato che Barnes avrebbe rivestito i panni di Logan Delos nella serie TV thriller di fantascienza della HBO Westworld - Dove tutto è concesso. La serie ha debuttato negli Stati Uniti il 2 ottobre 2016 sul canale HBO. Il 14 novembre 2016 HBO ha rinnovato la serie per una seconda stagione. E nel 1º maggio 2018 HBO ha rinnovato la serie per una terza stagione.
Nel settembre 2016, Barnes è stato scelto come Billy Russo nella serie Marvel Netflix The Punisher, accanto a Jon Bernthal che interpreta il protagonista Frank Castle, riprendendo il ruolo dalla seconda stagione di Daredevil. Fanno parte del cast principale anche Ebon Moss-Bachrach, Amber Rose Revah, Deborah Ann Woll e Jason R. Moore. La serie è uno spin-off di Marvel's Daredevil ed è prodotta dalla Marvel Television in associazione con gli ABC Studios, con Lightfoot nel ruolo di showrunner. Le riprese sono iniziate a New York nell'ottobre 2016. Tutti gli episodi della prima stagione sono stati distribuiti il 17 novembre 2017 su Netflix. Nel dicembre 2017 la serie è stata rinnovata per una seconda stagione, pubblicata il 18 gennaio 2019. Nella seconda stagione di The Punisher Billy Russo diventa ufficialmente Jigsaw Mosaico. Nel 2019 viene scelto per interpretare il Darkling/Generale Kirigan nella serie di Netflix Tenebre e ossa, ispirata alla trilogia Grisha di Leigh Bardugo. Le riprese iniziano tra agosto e settembre del 2020 per terminare nel febbraio 2021. In aprile 2021 la serie sbarca sulla piattaforma Netflix, riscuotendo un enorme successo.

## Filmografia

### Cinema
- Stardust, regia di Matthew Vaughn (2007)
- Bigga Than Ben, regia di Suzie Halewood (2008)
- Le cronache di Narnia - Il principe Caspian (The Chronicles of Narnia: Prince Caspian), regia di Andrew Adamson (2008)
- Un matrimonio all'inglese (Easy Virtue), regia di Stephan Elliott (2008)
- Dorian Gray, regia di Oliver Parker (2009)
- Locked In, regia di Suri Krishnamma (2010)
- Le cronache di Narnia - Il viaggio del veliero (The Chronicles of Narnia: The Voyage of the Dawn Treader), regia di Michael Apted (2010)
- Killing Bono, regia di Nick Hamm (2011)
- The Words, regia di Brian Klugman e Lee Sternthal (2012)
- Big Wedding (The Big Wedding), regia di Justin Zackham (2013)
- By the Gun, regia di James Mottern (2014)
- Jackie & Ryan, regia di Ami Canaan Mann (2014)
- Il settimo figlio (Seventh Son), regia di Sergei Bodrov (2014)
- Il critico - Crimini tra le righe (The Critic), regia di Anand Tucker (2023)

### Televisione
- Doctors – serial TV, puntata 7x147 (2006)
- Split Decision, regia di Simon West – film TV (2006)
- Sons of Liberty - Ribelli per la libertà (Sons of Liberty) – miniserie TV, 3 puntate (2015)
- Westworld - Dove tutto è concesso (Westworld) – serie TV, 20 episodi (2016-2018)
- The Punisher – serie TV, 25 episodi (2017-2019)
- Gold Digger – miniserie TV, 6 puntate (2019)
- Tenebre e ossa (Shadow and Bone) – serie TV (2021-2023)
- Cabinet of Curiosities – serie TV, episodio 1x05 (2022)

## Riconoscimenti
- MTV Movie Award
  - 2009 – Candidatura al miglior attore emergente per Le cronache di Narnia - Il principe Caspian
- National Movie Award
  - 2008 – Candidatura alla miglior performance maschile per Le cronache di Narnia - Il principe Caspian
  - 2011 – Candidatura alla performance dell'anno per Le cronache di Narnia - Il viaggio del veliero
- Screen Actors Guild Award
  - 2017 – Candidatura al miglior cast in una serie drammatica per Westworld - Dove tutto è concesso
- Teen Choice Awards
  - 2008 – Candidatura al miglior attore emergente per Le cronache di Narnia - Il principe Caspian

## Doppiatori italiani
Nelle versioni in italiano delle opere in cui ha recitato, Ben Barnes è stato doppiato da:
- Emiliano Coltorti in Le cronache di Narnia - Il principe Caspian, Le cronache di Narnia - Il viaggio del veliero, The Words, Big Wedding, Il settimo figlio, Jackie & Ryan, The Punisher, Gold Digger, Tenebre e ossa
- Gianfranco Miranda in Dorian Gray, Westworld - Dove tutto è concesso, Cabinet of Curiosities
- Andrea Mete in Sons of Liberty - Ribelli per la libertà
- Francesco Pezzulli in Un matrimonio all'inglese
- Fabrizio De Flaviis in Stardust
- Francesco De Marco ne Il critico - Crimini tra le righe